# Lampides piepersi
Lampides piepersi är en fjärilsart som beskrevs av Hans Fruhstorfer 1916. Lampides piepersi ingår i släktet Lampides och familjen juvelvingar. Inga underarter finns listade i Catalogue of Life.